# Liste des officiers généraux et des principaux personnages du corps expéditionnaire français de 1780
La liste donnée ici, d'après Blanchard, donne les noms des officiers généraux et des principaux personnages du corps expéditionnaire français de 1780.

## Commandant en chef
Le comte de Rochambeau, lieutenant général.

## Maréchaux de camp
- Le baron de Vioménil, Commandant en second de l'expédition,
- Le comte de Vioménil,
- Le chevalier de Chastellux, faisant fonction de major général.

## État-major
- De Béville, brigadier, Maréchal général des logis[2],
- De Tarlé, commissaire ordonnateur faisant fonctions d'intendant,
- Blanchard, commissaire principal,
- De Corny, commissaire des guerres ; il avait précédé l'expédition d'un mois et repartit pour la France dans les premiers jours de février 1781, sur l'Alliance,
- De Villemanzy,
- Gau, commissaire d'artillerie,
- D'Aboville, commandant en chef l'artillerie,
- Nadal, directeur du parc d'artillerie,
- Lazié, major,
- Desandrouins, commandant les ingénieurs.
- Querenet,
- Charles d'Ogré,
- Caravagne,
- D'Aubeterre[3]
- Lancelot Turpin de Crissé,
- Coste, premier médecin.
- Robillard, premier chirurgien[4].
- Daure, régisseur des vivres.
- Demars, régisseur[5] des hôpitaux.
- Bouley, trésorier.

### Aides-majors généraux
De Ménonville,
Chevalier de Tarlé.

### Aides-maréchaux généraux des logis
De Béville fils,
Collot.

### Aides de camp de Rochambeau
- De Ferry,
- De Damas,
- Charles de Lameth,
- De Closen,
- Dumas,
- De Lauberdière,
- De Vauban
- Cromot-Dubourg, qui arriva peu de temps après nous, dit Blanchard, fut aussi aide de camp de Rochambeau.

### Aides de camp de Vioménil
- De Chabannes,
- De Pauge,
- Charles d'Olonne.

### Aides de camp de Chastellux
- de Montesquieu (petit-fils du jurisconsulte),
- Lynch (Irlandais).

## Colonels

### Régiment de Bourbonnais
- Le marquis de Laval,
- Le vicomte de Rochambeau en 2e.

### Régiment de Royal Deux-Ponts
- Christian de Deux-Ponts,
- Guillaume de Deux-Ponts.

### Régiment de Saintonge
- Le comte de Custine,
- Le vicomte de Charlus.

### Régiment de Soissonnais
- de Sainte-Mesme ou Saint-Maime,
- vicomte de Noailles.

### Légion de Lauzun
- Le duc de Lauzun,
- Le comte Arthur Dillon[7].